# Владијевци
Владијевци (мкд. Владиевци) су насеље у Северној Македонији, у југоисточном делу државе. Владијевци су у саставу општине Васиљево.

## Географија
Владијевци су смештени у југоисточном делу Северне Македоније. Од најближег града, Струмице, насеље је удаљено 10 km северно.
Насеље Владијевци се налази у историјској области Струмица. Насеље је положено на северозападном ободу плодног Струмичког поља, на месту где се из поља издижу прва брда планине Смрдеш. Надморска висина насеља је приближно 290 метара.
Месна клима је блажи облик континенталне због близине Егејског мора (жарка лета).

## Становништво
Владијевци су према последњем попису из 2002. године имали 684 становника.
| Националност | Становника |
| Македонци    | 679        |
| Албанци      | 0          |
| Турци        | 3          |
| Роми         | 0          |
| Цинцари      | 0          |
| Срби         | 0          |
| остали       | 2          |

Претежна вероисповест месног становништва је православље.